# Хуан де Борха-і-Армендія
Хуан Буенавентура де Борха-і-Армендія (ісп. Juan Buenaventura de Borja y Armendia; 1564–1628) — іспанський колоніальний чиновник, президент Королівської авдієнсії Санта-Фе-де-Боготи від 1605 до своєї смерті 1628 року.

## Біографія
Народився в іспанській шляхетній родині. Був онуком гандійського святого Франсіско Борхи, 3-го голови ордена єзуїтів. Вивчав мистецтво в університеті Алькали, потім право в університеті Саламанки.
На початку XVII століття виїхав до Америки, де обіймав посади в колоніальному уряді Нового Королівства Гранада. 1605 року отримав пост президента Королівської авдієнсії Санта-Фе-де-Боготи. Залишався на посаді впродовж майже 23-х років.
За часів свого врядування провів кілька кампаній проти корінних жителів, а також створив Трибунал Святої інквізиції в Картахені. 1620 року через королівський указ започаткував монетний двір Нового Королівства Гранада.
Помер у Санта-Фе 1628 року.